# Pedrinyà (la Pera)
|  | No s'ha de confondre amb Pedrinyà (Crespià). |

El veïnat de Pedrinyà pertany al municipi de la Pera i té al voltant de habitants. Com a part del veïnat, hi ha l'església de Sant Andreu de Pedrinyà que és la que ha donat nom al poble.
Antigament havia tingut la categoria de parròquia i fins a la dècada del 1940 va tenir sacerdot propi, el qual, a més de Pedrinyà, també tenia cura de l'església de Santa Victòria de Millàs. Mossèn Esteve Soy, que va ser l'últim sacerdot resident a Pedrinyà, morí l'any 1957.

## Història
El document més antic que esmenta el nom del poble data de l'any 971 i l'anomena Petrinianus.
L'any 1064 ve citat amb la forma Parochia sancti Andree de Petriniano en el testament del capíscol Ponç, que també era paborde de l'església de Sant Martí Sacosta de Girona.
Pels anys 1279 i 1280, els delmes que satisfeien els parroquians es destinaven a l'obra de l'església: Pro fabrica de Petriniano (Rius, Decima, p. 72 i p. 100). El llibre verd dels feus de l'arxiu diocesà de Girona, compost l'any 1362, l'anomena Parocia de sancti Andree de Petriniano.
Segons l'etimologista Antoni Griera i Gaja, el nom del poble prové d'una persona romana Petrinianus, la qual cosa significaria que en l'època del domini romà algun personatge amb aquell nom va instal·lar-se en el terme del poble i hi feu la primera colonització.
Quan a mitjan segle XI es va construir el castell termenat de Púbol, aquest comprengué en el seu terme els pobles de Cassà de Pelràs, La Pera i Pedrinyà. Pedrinyà va caure dins de l'òrbita dels barons de Púbol. Això va durar fins a les darreries del segle catorzè en què els tres pobles satèl·lits van redimir-se de l'autoritat del baró, que era Jaspert de Campllong, i van esdevenir súbdits directes de la corona.
En el segle xiv Pedrinyà figura encara com a parròquia; més endavant, al 1600, fou agregada a Sant Isidor de la Pera.
A prinicpis del segle XIX Pedrinyà era un ens local independent amb ajuntament propi. El 1846, però, el seu terme va ser agregat al de La Pera.

## Activitats festives
A banda de les activitats pròpies del municipi de La Pera, a Pedrinyà s'organitzen un seguit d'actes impulsats pels veïns:
- Per la Pasqua Granada, o Pentecosta, s'ornamenta l'església i els voltants amb una exposició floral, impulsada per Montserrat Llenas Llausàs, filla de l'il·lustre Joan Llenas Colom.
- Pels voltants del Dia de Sant Andreu, concretament el darrer diumenge de novembre, se celebra la festa major del poble.

## Patrimoni
- Sant Andreu de Pedrinyà, església romànica dels ss. dels segles xi i xii.